# أوجفت
أوجفت (Aoujeft) هي مدينة تاريخية موريتانية تقع في ولاية ادرار وهي عاصمة المقاطعة الثالثة في الولاية، وهذه المقاطعة تحمل نفس اسم المدينة وتحد أوجفت كل من مقاطعات شنقيط وأطار شمالا وشرقا وولاية اينشيري في حدودها الجنوبية الشرقية وولاية تكانت في الحدود الجنوبية.
تعتبر مقاطعة أوجفت احدي اغنى المقاطعات الموريتانية من حيث الموارد الطبيعية كما أن بها إنتاجا زراعيا معتبرا حيث تصدر الخضروات بكثرة بجميع أنواعها تقريبا إلى أنحاء البلاد، كما أنها تعتبر من المقاطعات التي تشتهر بإنتاج التمور حيث تصدر المقاطعة التمور ذات النوعية العالية الجودة وبها أكبر واحة نخيل في موريتانيا. 

وتوجد كذلك في اوجفت الكثير من المواشي بجميع اصنافها ما عدا البقر المتوافر بكثرة خارج حدود ولاية ادرار فانه نادرالوجود بالمقاطعة، وتحتوي اوجفت علي الكثير من المناطق والواحات الجميلة مثل:
- واحة اجشان:
- واحة اريجي عبداوة : وهو منتجع سياحي
- واحة ارويجي لمام
- واحة لودي
- واحة أمحيرث
- واحة تونكاد
- واحة دخلة عبداوه: وتنسب إلى شيخ سيداحمد ولد محمد المين ولد باه
- واحة أنتيركنت
- واحة معدن العرفان
- واحة تيربان
- واحة ترجيت
- المداح
- واحة تمنيت

ومن أوجفت ينحدر الشاعر دداه الهادي، كما ينحدر منها المؤرخ السني عبداوة، ومؤسس موقع أوجفت سيد محمد ببكر، وصحافي الخليفة ولد حداد صاحب موقع الحضارة للأنباء كما ينحدر منها أسر هاجرت قديما إلى الحجاز منهم أهل الشيباني واهل جدنا وأهل امغر من السماسيد وأهل فراو من اجمان واخوالهم أهل عبداوة وهذه الأسر الاوجفتية الآن منهم وجهاء وأطباء ومهندسين ومحامين وطيارين وصحافيين وإعلاميين ورجال أعمال ومدراء شركات ولهم شهرة في المملكة العربية السعودية في مجالاتهم المتنوعة .